# Tranvia su gomma di Nancy
La tranvia su gomma di Nancy è stata una linea di autobus guidati che utilizzava la tecnologia GLT di Bombardier e che ha servito la città di Nancy, nel Grand Est, dal 2000 al 2023.

## Storia

### Prodromi
Nancy, come molte città francesi, era servita da una rete tranviaria sin dal 1874 (prima a trazione equina, poi a trazione elettrica dal 1899).
A partire dal 1948, i tram iniziarono a scomparire a causa della concorrenza dei trasporti su gomma e l'ultima linea tramviaria (Laxou - Essey) fu soppressa il 2 dicembre 1958.
Tuttavia, dal momento che la rete stradale di Nancy era mal adattata all'aumento del traffico automobilistico, nel 1980, la metropoli della Grande Nancy prese in carico i trasporti pubblici e iniziò a studiare alternative, quali bus, tram moderni e filobus. Si optò per la costruzione di una rete filoviaria, giacché il filobus presentava il maggior numero di vantaggi essendo meno rumoroso, meno inquinante e più capiente di un autobus ed essendo più economico da costruire rispetto a una rete tranviaria.

Dal 1980 al 1983 vennero create 3 linee di filobus bimodali (elettrico e diesel).

### Costruzione e inizi della tranvia su gomma
Nel contesto della seconda "ondata" di costruzione di rete tranviarie in Francia, avvenuta negli anni '90 del XX secolo, Nancy decise di adottare una "soluzione ibrida": un tram su gomma con guida automatizzata.  
La scelta fu determinata da vari fattori:
- Riutilizzo delle infrastrutture elettriche esistenti;
- Minore impatto nei comuni periferici ostili a una sede propria;
- Adattabilità alle forti pendenze (fino al 13%) del territorio, in particolare verso il quartiere di Brabois;
- Costo stimato inferiore rispetto a un tram su rotaie tradizionale.

Il Guided Light Transit (GLT), sviluppato dalla filiale belga di Bombardier Transportation, Brugeoise et Nivelles, rappresentava una novità mondiale: un tram su pneumatici, guidato su una corsia riservata, ma in grado di disinserirsi dalla guida automatica. Nancy fu la prima città al mondo a mettere in servizio una linea con questa tecnologia.
Questo sistema di trasporto guidato basato è diventato famoso per i numerosi problemi riscontrati all’inizio del servizio commerciale, dovuti a un’attivazione troppo rapida nel 2001, nonostante fosse stata posticipata di un mese:
- Assenza di una sede protetta continua, costringendo il veicolo a “deragliare” (cioè a uscire dal binario centrale) e a immettersi nel traffico automobilistico;
- Test di debug insufficienti;
- Problemi di affidabilità del materiale rotabile e dell’ergonomia del posto di guida;
- Usura prematura del binario e dei rulli di guida;
- “Debolezze di progettazione”, come ha ammesso il costruttore.

Alla fine, la messa in servizio definitiva è stata rinviata di un anno a causa di questi problemi e, dopo un periodo di inattività, seguito da una fase di riflessione, la tranvia su gomma fu inaugurata da Bernadette Chirac l'8 dicembre 2000.
L'apertura al servizio commerciale con una fase di test limitata ha provocato subito numerosi incidenti (a volte con feriti lievi), che hanno a loro volta scatenato una polemica sulla validità della scelta della tecnologia GLT, a scapito di un tram tradizionale, generalmente più affidabile perché basato su una tecnologia collaudata.
Durante il primo anno, la tranvia su gomma è stata fermata per effettuare test e aggiornamenti. Poco a poco ha ripreso il servizio, fino a garantire infine un servizio commerciale completo e quasi normale.
Dal 1º settembre 2004 la frequenza ufficiale è di un tram ogni 5 minuti (oltre 4 anni e mezzo dopo la data dell’inaugurazione), ma nella pratica il servizio rimaneva molto irregolare.
Tuttavia, poiché la rete degli autobus non è stata adattata correttamente a questo nuovo mezzo di trasporto, la velocità commerciale non è stata quella prevista: 15,2 km/h invece dei 20 km/h annunciati dal costruttore, che ha causato una diminuzione delle frequenze della linea.

### Soppressione del servizio
È stato meno di dieci anni dopo l’entrata in servizio della linea che la metropoli ha già cominciato a mettere sul tavolo la questione del futuro della linea, mentre i progetti di sviluppo per le linee 2 e 3 erano già stati abbandonati.
Nel novembre 2010, un rapporto del Consiglio generale dell’ambiente e dello sviluppo sostenibile, redatto nel luglio dello stesso anno, viene reso pubblico. Esso offre una valutazione critica sulla scelta della tecnologia GLT, incoraggiata all’epoca dallo Stato, e raccomanda la sostituzione del sistema di trasporto attuale a partire dal 2020, poi 2022.
Alla fine del 2010, la metropoli della Grande Nancy avvia uno studio per determinare quale modalità di trasporto sostituirà la tranvia su gomma entro il 2022. Lo studio prende in considerazione tre opzioni:
- Autobus a transito rapido;
- Tram su pneumatici (Translohr);
- Tram su rotaia (ferro).

Nel frattempo, nel 2011, Caen decise infine di abbandonare questa tecnologia per sostituirla con una moderna rete tranviaria. Il 31 dicembre 2017, l’ultimo tram su gomma circola a Caen, e metà delle vetture, cedute per un euro simbolico, vengono inviate poco dopo a Nancy per essere usate come pezzi di ricambio. Vengono smontate e costituiranno quindi un magazzino di componenti per mantenere in funzione la tranvia su gomma cittadina fino alla sua dismissione.
Il 12 marzo 2023, la tranvia su gomma ha effettuato le sue ultime corse dopo 23 anni di servizio. È stato sostituito da un filobus articolato a due casse, modello Hess Lightram 25 DC.

## Caratteristiche
La linea T1 si estendeva da Essey-lès-Nancy (quartiere Mouzimpré) fino al CHU di Vandœuvre-lès-Nancy, situato sull’altopiano di Brabois, per una lunghezza complessiva di 11,3 chilometri.
La peculiarità di questa tranvia è che solo il 60% del tracciato era dotato di guida centrale, mentre nei tratti restanti i veicoli circolavano come normali filobus, senza sistema di guida centralizzata. Le seguenti sezioni non sono guidate:
- Tra Callot e Vandœuvre - CHU Brabois (escluso);
- Tra Gérard Barrois – Stade Marcel Picot e Essey Mouzimpré (escluso), a eccezione della tratta tra Essey Roosevelt e Essey Mouzimpré in direzione di Essey Mouzimpré;
- Tra le fermate "Kennedy" e "Mon Désert", su una parte del viadotto Kennedy, dal mese di agosto 2020 fino alla cessazione dell’esercizio dei convogli, ma solo in direzione Vandœuvre.

### Deposito

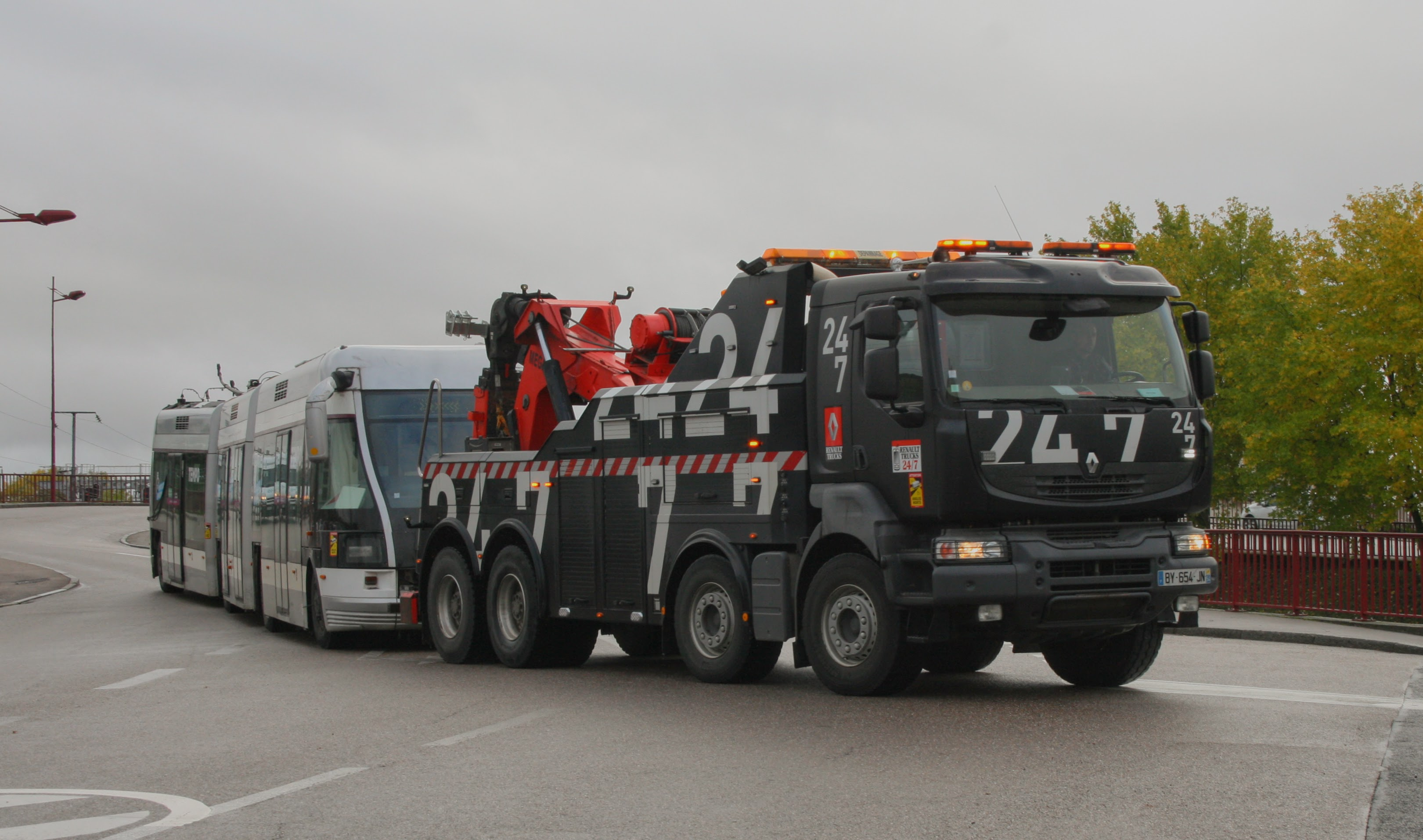
La vettura n° 1 trainata verso il deposito

Il deposito delle vetture della tranvia su gomma di Nancy si trovava nella zona di Vandœuvre-lès-Nancy ed era il punto centrale per la rimessa, manutenzione e gestione operativa dei mezzi della linea T1.
Il deposito non era collegato direttamente alla rete bifilare. Per questo motivo, i mezzi dovevano attivare la trazione diesel per entrare o uscire dal deposito; questo sistema ibrido era stato pensato per aumentare la flessibilità operativa.
Il deposito della tranvia su gomma è stato spesso al centro delle critiche e dei rapporti tecnici riguardo al progetto, soprattutto per una serie di problemi operativi che ne hanno complicato il funzionamento. In primo luogo, come detto, l’accesso al deposito, che non era collegato direttamente alla linea elettrica, ha creato non poche difficoltà logistiche. I mezzi dovevano infatti utilizzare la trazione diesel-elettrica per entrare o uscire, rallentando l’efficienza complessiva del servizio. Inoltre, la frequenza con cui i veicoli necessitavano di riparazioni ha messo notevolmente sotto pressione le strutture di manutenzione, che non erano sempre pronte ad affrontare l’alto numero di interventi richiesti. Infine, la particolare tecnologia dei mezzi, così innovativa ma anche unica nel suo genere, ha reso la manutenzione più complessa e costosa rispetto ai tram tradizionali o agli autobus, aggiungendo un ulteriore livello di difficoltà alla gestione quotidiana della flotta.

## Materiale rotabile

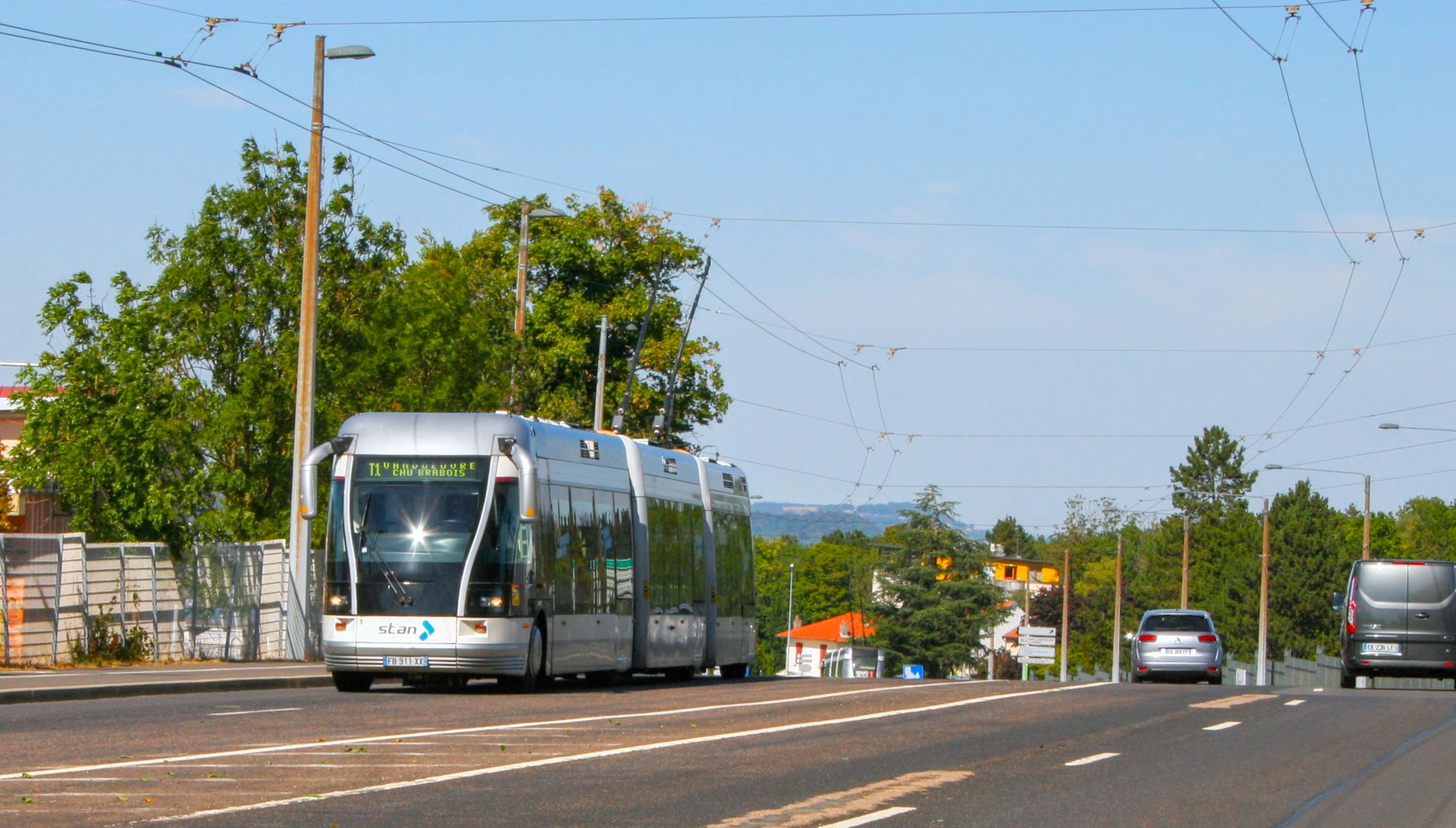
La vettura n° 1 si avvicina alla fermata Forêt de Haie nella sua sezione non guidata, sulla salita di Brabois
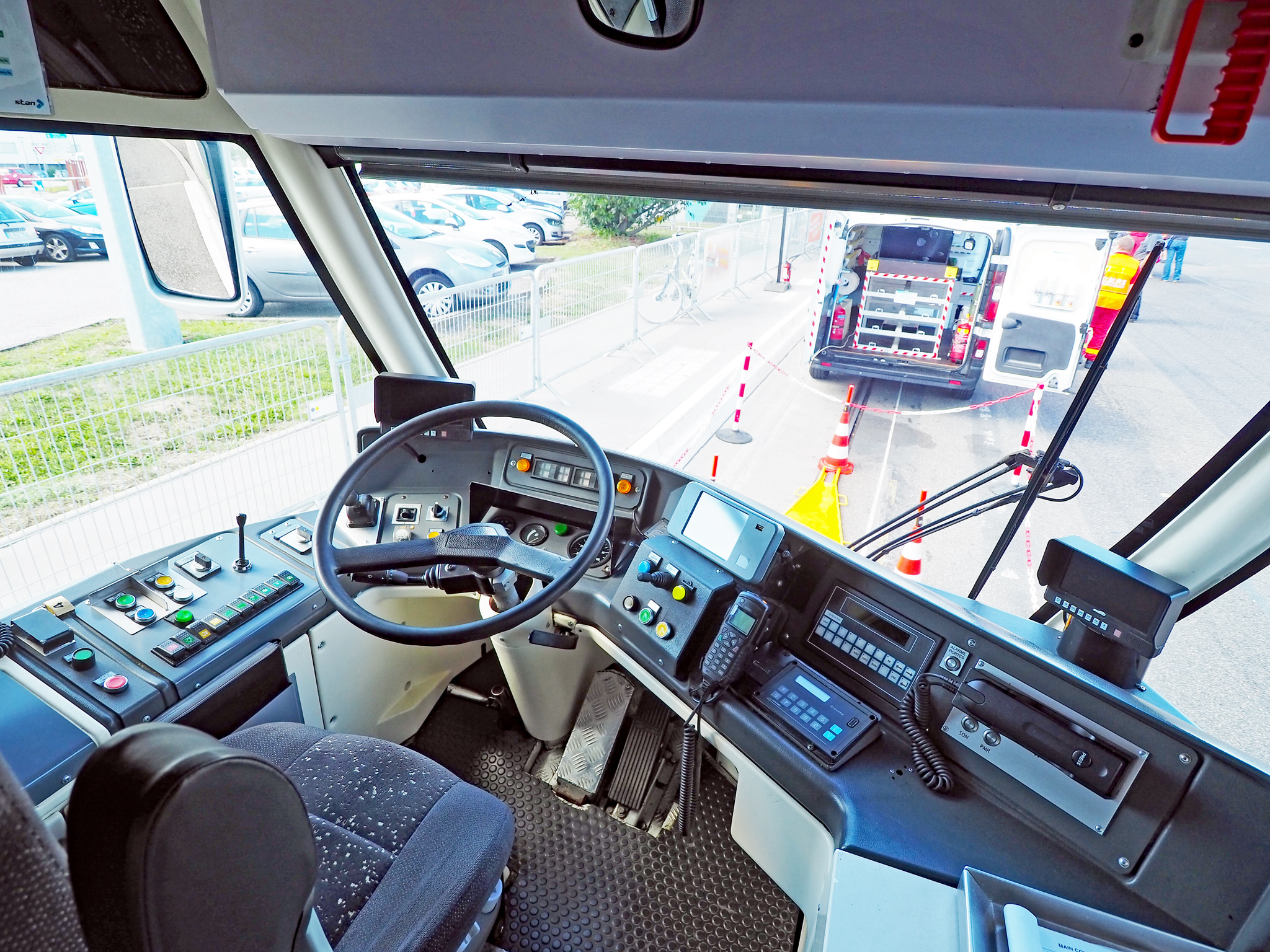
Posto di guida
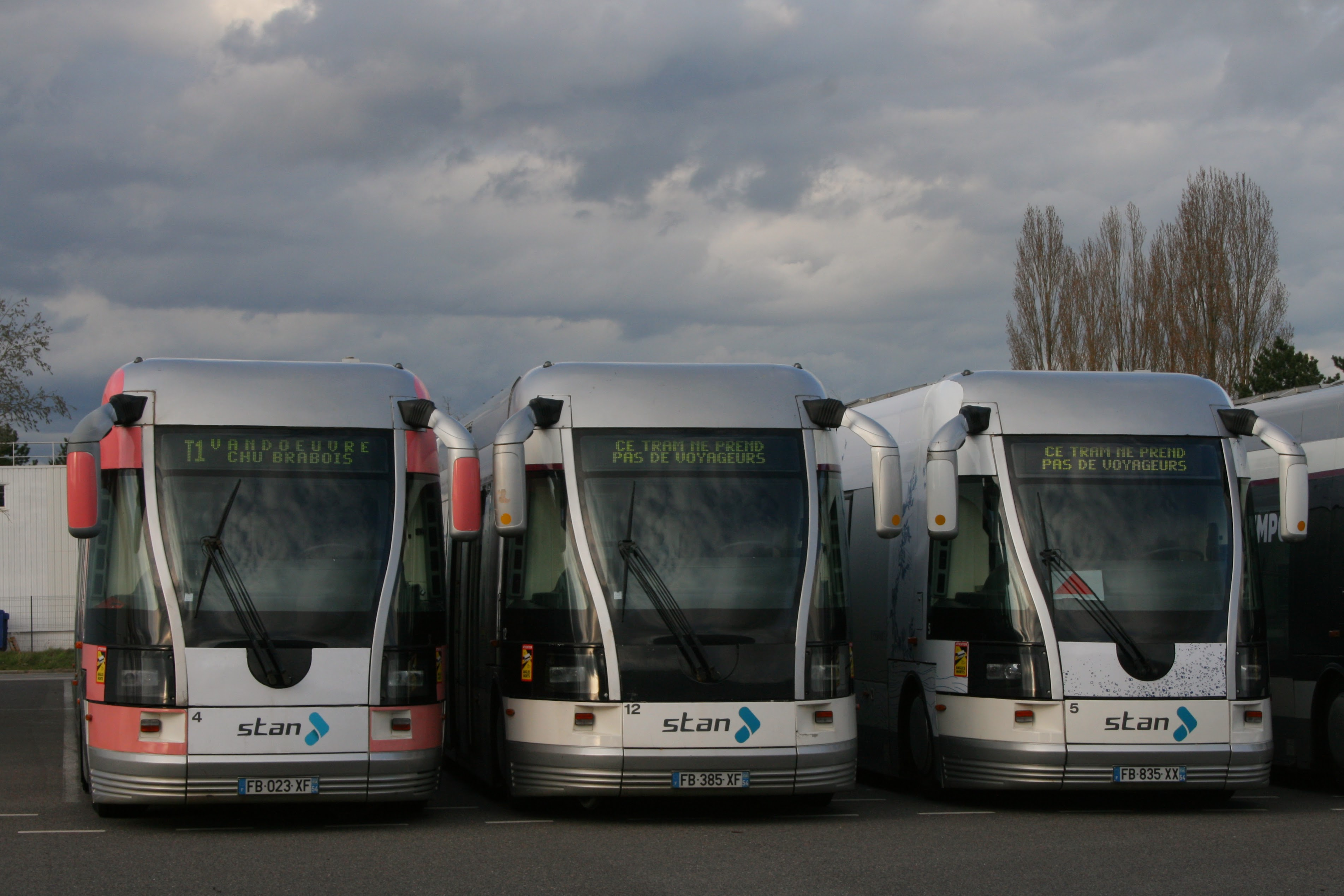
Le vetture n° 4, 5 e 12 in attesa dello smantellamento

La tranvia su gomma di Nancy era servita da 25 Bombardier Guided Light Transit, numerate da 1 a 25.
Si trattava di veicoli autosnodati (a tre casse), monodirezionali, lunghi 24,5 metri e larghi 2,5 metri; avevano 40 posti a sedere e fino a 138 posti in piedi, per una capacità totale di 178 passeggeri.
Erano azionati da motori asincroni da 300 kW forniti da Alstom, che permettevano di raggiungere una velocità massima di 70 km/h.
Un motore diesel ausiliario per la guida autonoma forniva una potenza massima di 200 kW. La trazione diesel era utilizzata principalmente solo per condurre i veicoli al deposito, non servito da linea bifilare, e in caso di deviazioni di percorso (per lavori, incidenti o guasti).
Un privato cittadino belga ha acquistato la vettura numero 20, salvandolo dalla demolizione.